# Aleksandra Dionis'evna Danilova
Aleksandra Dionis'evna Danilova, (in russo Александра Дионисьевна Данилова?), nota negli Stati Uniti come Alexandra Danilova (Peterhof, 20 novembre 1903 – New York, 13 luglio 1997), è stata una ballerina e docente russa naturalizzata statunitense; fu prima ballerina e, nel 1989, fu riconosciuta per i successi di tutta la vita nel balletto con il Kennedy Center Honoree.

## Biografia

### Primi anni
Nata a Peterhof, in Russia, il 20 novembre 1903, si è formata presso la Scuola imperiale russa di balletto a Leningrado (precedentemente ed attualmente San Pietroburgo). È stata una delle poche ballerine addestrate dalla Russia ad andare in tournée fuori dalla Russia. Il suo primo incarico professionale è stato come membro dell'Imperial Ballet di San Pietroburgo.

### Carriera
Nel 1924 lei e George Balanchine lasciarono la Russia. Furono presto ingaggiati dai Ballets Russes di Sergej Djagilev; Danilova come ballerina, Balanchine come coreografo. Danilova ha fatto tournée per anni con i Ballets Russes sotto Sergej Djagilev, poi con il Ballet Russe de Monte Carlo dopo la morte di Djagilev. Con quest'ultima compagnia Danilova e Frederic Franklin crearono uno dei leggendari partenariati di balletto del ventesimo secolo. Danilova diventò famosa per il suo fascino e le sue belle gambe, così come per la sua etica professionale e professionale.
Il Ballet Russe de Monte Carlo presentò Gaîté Parisienne negli Stati Uniti per la prima volta al Metropolitan Opera House di New York, il 12 ottobre 1938, con Danilova come la Venditrice di Guanti. Descrivendola come una donna vivace, affascinante e sofisticata di mondo, la Danilova in Gaîté divenne una delle attrazioni del Ballet Russe e il balletto spesso concludeva l'esibizione di una serata di apertura della stagione. La sera dell'inaugurazione della stagione del 1941 a New York, quando la Danilova fece il suo primo ingresso, ricevette un'ovazione spontanea che interruppe lo spettacolo. Da allora tali ovazioni che interrompevano lo spettacolo divennero una tradizione di ogni serata di apertura di Gaîté con la Danilova.
Danilova fece il suo debutto a Broadway in Song of Norway del 1944; la sua ultima esibizione di balletto fu nel 1957. Nel 1958 fece il suo debutto in una commedia musicale in Oh, Captain!. Appariva in una singola scena, una danza con la star dello spettacolo Tony Randall. (Un anno dopo, eseguirono lo stesso numero in un episodio di The Dinah Shore Chevy Show, preservandolo così per i posteri.) Sfortunatamente Oh, Captain! non fu un successo commerciale e chiuse pochi mesi dopo. Lei era in difficoltà finanziarie quando incontrò Balanchine per strada nel 1964. Quando sentì parlare della sua situazione, la ingaggiò immediatamente per insegnare alla School of American Ballet. Nel 1965 cercò e ottenne l'approvazione da Balanchine per la produzione di un seminario di primavera per gli studenti. Questi workshop sono diventati un'anteprima importante per molti danzatori eccezionali. La Danilova rimase lì fino al suo ritiro nel 1989.
Nel 1972 mise in scena una produzione del New York City Ballet del balletto romantico Les Sylphides, con il titolo originale, Chopiniana. Due anni dopo, nel 1974, Balanchine coreografò una versione di Coppélia per il New York City Ballet. Fu assistito dalla Danilova, che interpretò il ruolo della protagonista molte volte durante la sua carriera di ballerina. Ella mise in scena la coreografia di Petipa per il secondo atto.
La Danilova ha avuto un piccolo ruolo, ma nostalgicamente delizioso, specialmente per coloro che conoscevano i suoi primi lavori, nel film del 1977 The Turning Point (Due vite, una svolta) come insegnante di balletto per delle future ballerine.
Nel 1986 pubblicò un'autobiografia chiamata Choura, il suo soprannome personale. Il libro ha vinto il premio 1986 de la Torre Bueno Prize.

### Morte
Morì il 13 luglio 1997 a New York. Ebbe un servizio funerario russo ortodosso e fu sepolta nel cimitero di Oakland, a Sag Harbor, nella contea di Suffolk, New York, lo stesso cimitero in cui è sepolto George Balanchine.

## Vita privata
Ha avuto una lunga relazione intima con Balanchine dopo il suo divorzio da Tamara Geva, dal 1926 al 1933, ma non si sono mai sposati. Hanno continuato la loro collaborazione professionale molto tempo dopo la fine della loro storia d'amore. Miss Danilova, che divenne cittadina americana nel 1946, fu sposata per due volte, con Giuseppe Massera nel 1934 e con Casimir Kokitch nel 1941.

## Ephemera
In Look Ma, I'm Dancin di Hugh Martin, del 1948, una disillusa aspirante ballerina confronta la sua abilità con i talenti di alcune delle principali ballerine del giorno, tra cui Markova e Pavlova. La canzone include la frase "And as for Alexandra Danilova, I know I'll never make a schlemiel of 'er".

## Recensioni
- NY Times, November 18, 1939, of the Ballet Russe de Monte Carlo in Giselle

## Premi
- Capezio Dance Award, 1958[1]
- Mae L. Wien Award, 1989[7]